# Ricard Aranda Recasens
Ricard Aranda Recasens (Vilafranca del Penedès, 1969), és un il·lustrador de la literatura infantil i juvenil catalana.
L'any 1985 es va traslladar a la capital catalana per estudiar a l'Escola Massana d'Arts i Oficis de Barcelona (fins al 1992), en l'especialitat de dibuix publicitari. Tal com diu aquest autor, “viure a Barcelona et dona un contacte associatiu i sobretot una proximitat i intercanvi en el món de les arts visuals”. El 2011 entra a la junta directiva de l'Associació Professional d'Il·lustradors de Catalunya (APIC).

## Obres
- En joey pigza s'empassa la clau (2002). Il·lustració.
- L'ian i les píndoles màgiques (2003). Il·lustració.
- Demà és festa (2005). Il·lustració.
- La venjança dels pirates informàtics (2005). Il·lustració.
- Maties galimaties (2008). Il·lustració.
- Juegos para ser un genio los fines de semana. A partir de 6 años (2011). Il·lustració.
- Juegos para ser un genio los fines de semana. A partir de 8 años (2011). Il·lustració.
- El robot Hulot (2014). Il·lustració.
- Inventos / Els Supertafaners. Invents (2017). Il·lustració.
- La peluquería del señor Calabacín (2017). Il·lustració.[3]
- El meu primer Larousse de l'univers / Mi primer Larousse del universo (2018). Il·lustració.
- Els Supertafaners XXL. Bojos per la ciència! / Los Superpreguntones XXL. ¡Locos por la ciència! (2018). Il·lustració.